# Любовные письма с подтекстом
«Любовные письма с подтекстом» является одним из самых интригующих хорватских фильмов 1980-х, как неповторимая и изысканная авторская работа на тему анонимных писем.
«Любовные письма с подтекстом» (сербохорв. Ljubavna pisma s predumisljajem) — югославский фильм 1985 года режиссёра Звонимира Берковича. Лучший югославский фильм 1985 года. Наряду с фильмом «Рондо» считается лучшим фильмом режиссёра, и «своей ценностью заслуживает место в каждой антологии хорватского фильма».
В главной роли — советская актриса Ирина Алфёрова, получившая специальный приз за лучшее исполнение женской роли на Кинофестивале в Пуле. Премьера состоялась 27 июня 1985 года.

## Сюжет
Мелита каждый день приходит в больницу к мужу. Каждый ее визит — маленький праздник в палате. Вместе с её мужем в палате лежит профессор музыки Иван Косор, который заворожён красотой этой женщины и безнадёжно влюбляется в неё. Он начинает приходить к ней на работу, чтобы издали полюбоваться ею и пишет ей робкие, но трогательные анонимные письма…

## В ролях
- Ирина Алфёрова — Мелита
- Круно Шарич — Желько Гайский, её муж
- Златко Витез — Иван Косор
- Мустафа Надаревич — доктор Босняк «Папагено»
- Реля Башич — главный врач
- Синиша Попович — доктор Хорст
- Элиза Гернер — мать Мелиты
- Вера Зима — Ана, подруга

Фильм дублирован на русский язык, звукооператор дубляжа Лариса Маслова.

## Съёмки
Режиссёр долго искал актрису на главную роль, и как-то зайдя к Иво Шкрабало увидел у него на столе журнал «Советский экран», на обложке которого была фотография Ирины Алфёровой, идеально подходящая на роль, и он полетев в Москву приглашать её на съемки в Загребе. Актриса согласилась, это была не первая её зарубежная картина, и затем высоко ценила этот фильм:

— Я видел много ваших картин, но больше всего меня поразила югославская «Любовные письма с подтекстом»…
— Этот фильм, в самом деле, был для меня очень важным. Романтическая любовная история, яркие партнеры…
— …И оператор, который снимал вас… можно сказать, влюбленно, чтобы передать на экране всю вашу красоту.
— Наверное, это действительно был лучший оператор в моей карьере. Мой муж сказал тогда: тебя надо снимать так, как снимал Горан Трбульяк. А остальные все только портили!— Борис Тух - Ирина Алфёрова, из интервью, газета «Postimees», 2009 год

## Критика
Дилемма Мелиты и интрига Косора развиваются в постоянном сравнении с «Волшебной флейтой» Моцарта, о которой профессор готовит лекцию, почему один из врачей иронически называет его Папагено (имя персонажа оперы Моцарта). Из-за этого прозвища это не неожиданный успех завоевания «Папагено», особенно потому, что Косор, идеализируя объект своего желания, затрудняет свое собственное любовное завоевание. Захватывающая операторская работа Горана Трбульяка возвышает красоту Мелиты, но также украшает других персонажей (играющих безвкусно), которым дана режиссура и музыка непривычная для их банальных устремлений. Из-за намека на повествовательную иронию фильм упоминается в контексте постмодернизма, хотя поэтика и тип отношений с традицией существенно не отличаются от типично модернистского, более аскетического и более тревожного фильма «Рондо».
Оригинальный текст (хорв.)Melitina dilema i Kosorova intriga odvijaju se uz stalne usporedbe s Mozartovom Čarobnom frulom, o kojoj Profesor priprema predavanje pa jednoga liječnika ironično naziva Papagenom (ime frivolna Mozartova lika). Zbog tog imenovanja nije neočekivan «Papagenov» osvajački uspjeh, osobito stoga što Kosor, idealizirajući predmet svoje želje, otežava vlastito ljubavno osvajanje. Privlačna Trbuljakova fotografija uzdiže Melitinu ljepotu, no uljepšava i ostale likove (poigravajući se i kičom) te im, uz režiju i glazbu, daje umj. dignitet neuobičajen za njihove banalne težnje. Zbog prizvuka pripovjedačke ironije, film je spominjan i u kontekstu postmodernizma, iako se poetika i tip odnosa s tradicijom značajnije ne razlikuju od tipično modernističkog, ugođajem asketskijeg i znatno nelagodnijeg → Ronda.
— Никица Гилич, профессор кафедры филологии Загребского университета, Загребский лексикографический институт имени Мирослава Крлежи

В фильме присутствуют два типичных мотива Берковича: музыка и женщина. Это визуально очень впечатляющий фильм (яркая операторская работа Горана Трбульяка), наполненный ссылками на классическую музыку (в частности, «Волшебную флейту» Моцарта), с женщиной, характерно для фильмов Берковича, являющейся предметом мистического поклонения.
Оригинальный текст (хорв.)U filmu «Ljubavna pisma s predumišljajem» prisutna su dva tipična Berkovićeva motiva: glazba i žena. Radi se o vizualno vrlo dojmljivom filmu (sjajna fotografija Gorana Trbuljaka), ispunjenom referencama na klasičnu glazbu (posebice Mozartovu «Čarobnu frulu»), a žena je, karakteristično za Berkovićeve filmove, predmet mističnog obožavanja.
— Culturenet Croatia

Этот почти незамеченный зрителем фильм был одним из самых важных в творческой биографии Ирины Алферовой. Именно он, а не «Хождение по мукам», как принято считать. Потому что в нем были идеально соблюдены все условия, при которых талант Алферовой играет всеми своими гранями. Пусть ее героиня совсем мало говорит — но как много говорят ее глаза, ее улыбка, ее руки. Многословье было бы здесь излишним, скороговорка ей не к лицу. Звуки моцартовской «Волшебной флейты» «договаривают» за нее, и если душа может звучать — она звучит именно так. Камера, вместе с героями, откровенно любуется этим «гением чистой красоты». Кадры, в которых присутствует Она — законченны, как самостоятельное произведение искусства.— журнал «На экранах»

## Награды
- Премия общества хорватских кинокритиков за лучший югославский фильм 1985 года.
- Кинофестиваль в Пуле — особое признание жюри Ирины Алфёровой.